# Fontana dell'Amenano

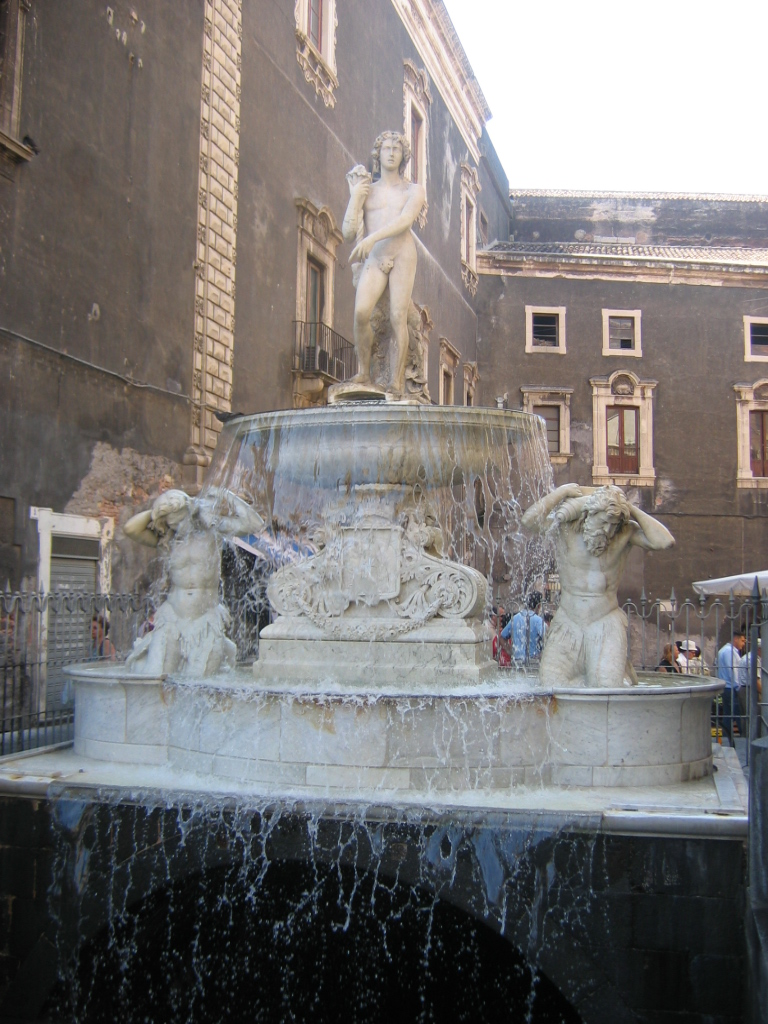
Fontana dell'Amenano in Catania, Italië

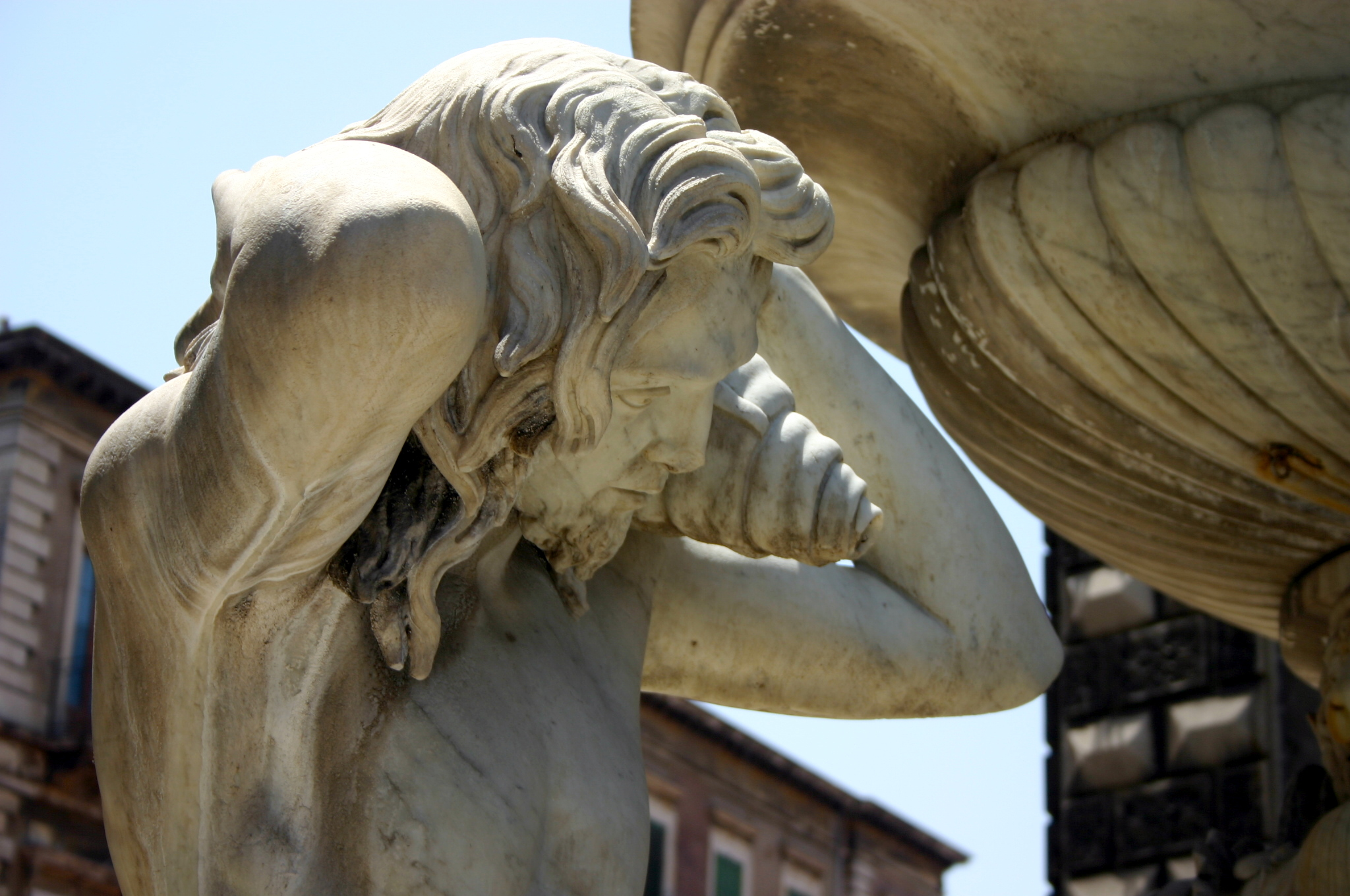
Detail

De Fontana dell’Amenano is een 19e-eeuwse fontein in de Siciliaanse stad Catania. De fontein staat op de Piazza del Duomo. Op dit centrale plein staat middenin de Fontana dell'Elefante, die groter is dan de Fontane dell’Amenano. De Fontana dell’Amenano staat op de zuidelijke uithoek van het plein, in de overgang naar de vismarkt van Catania, de Pescheria, die een van de toeristische trekpleisters is.

## Rivier
De naam verwijst naar de rivier Amenano. De Fontana dell’Amenano wordt bevloeid door een zijtak van de Amenano. Nadat de Etna in 1696 lava uitspuwde over Catania, ging de rivier Amenano ondergronds. Sindsdien stroomt ze bovendien in drie zijtakken en komt ze op drie plekken bovengronds, waaronder aan de Piazza del Duomo.

## Beschrijving
De Fontana dell’Amenano is volledig uit wit marmer van Carrara gemaakt. 
Bovenaan staat een jongeman met de hoorn des overvloeds. Hij stelt de rivier Amenano voor, die in de Klassieke Oudheid als een godheid vereerd werd en als symbool van vruchtbaarheid voor het land van Catania. Hij staat op een cirkelvormig waterbekken die de vorm van een grote kelk heeft. Hieruit stroomt het water cirkelvormig naar beneden in een tweede bekken. Links en rechts staat een oudere man die op zijn schouders een hoorn torst waaruit water in het tweede bekken stroomt. Zij symboliseren de menselijke krachten die de rivier bedwongen hebben. In het midden staat het stadswapen van Catania. Lager dan deze twee mannen stroomt het water in een derde bekken.
De egale waterstroom uit het eerste bekken gaf voor de stedelingen de indruk dat het om een laken van water ging. De bijnaam voor de fontein in het Siciliaans is dan ook ‘acqua 'o linzolu’ of ‘een laken van water’.

## Historiek
In 1867 vervaardigde Tito Angelini, een beeldhouwer uit Napels, de fontein. Eerder in de 19e eeuw hadden stadsingenieurs het ondergrondse parcours van de Amenano in kaart gebracht.